# Tudorița Lungu
Tudorița Lungu (n. 11 august 1962) este o fostă deputată română alesă în legislatura 2016-2020. 